# Gấu (văn hóa đồng tính nam)

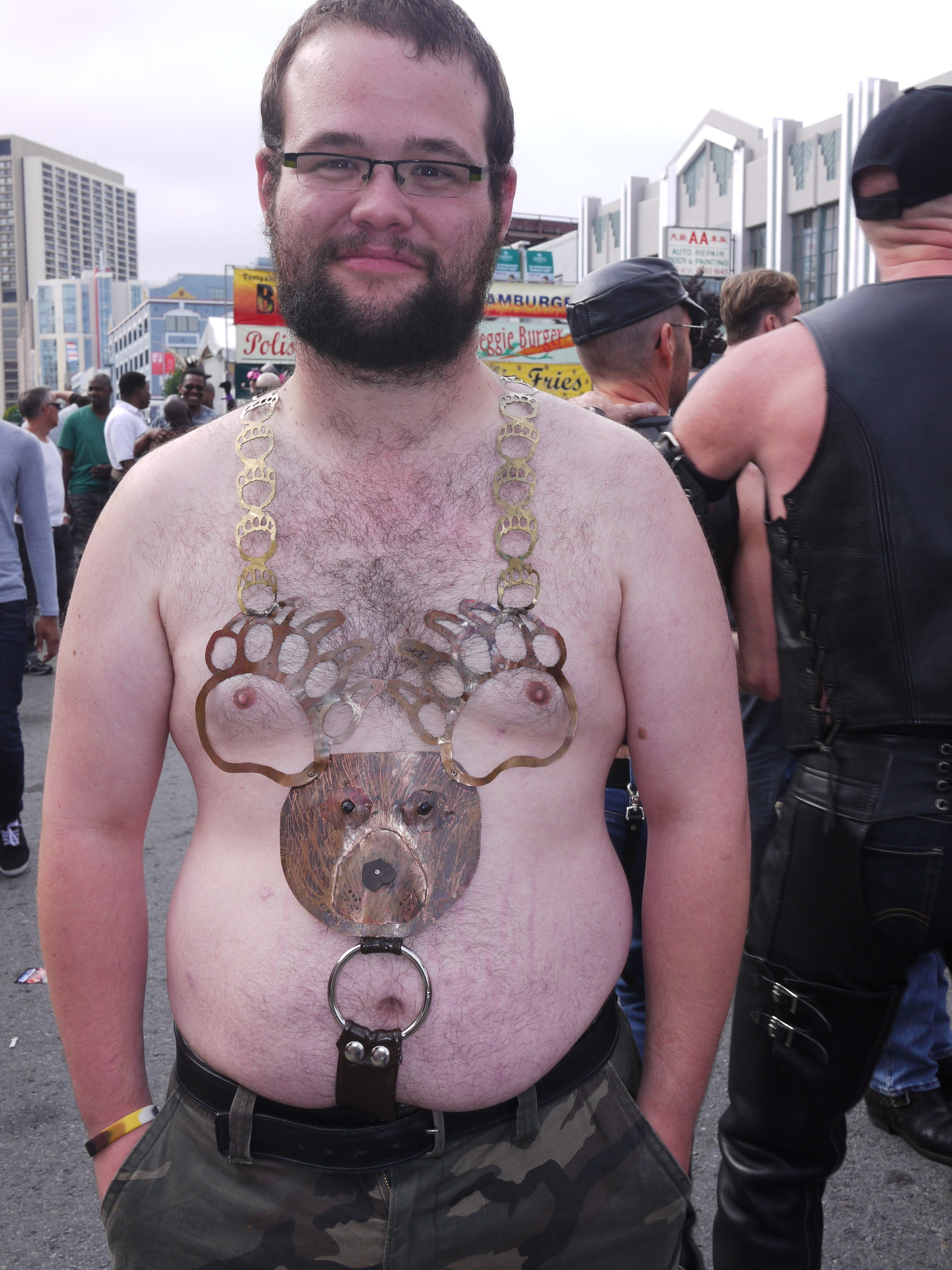
Một người đàn ông gấu đồng tính nam luyến ái

Trong văn hóa đồng tính nam, một con gấu thường là một người đàn ông to cao lớn bự, nhiều lông lá, thể hiện một phẩm chất nam tính thô ráp. Gấu xuất hiện trong nhiều cộng đồng đồng tính luyến ái LGBT, gấu xuất hiện nhiều trong các sự kiện, biệt danh và xuất hiện nhiều trong các bản sắc văn hóa toàn cầu. Tuy nhiên, ở San Francisco vào những năm 1970, bất kỳ người đàn ông lông lá nào cũng được gọi 'gấu' cho đến khi thuật ngữ gấu này được chiếm đoạt bởi những người đàn ông to lớn hơn và những từ khác phải được tìm thấy để mô tả những người đàn ông lông lá khác như "rái cá" với thân hình thanh mảnh, hoặc "chó sói" với thân hình tầm trung.
Khái niệm gấu có thể hoạt động như một bản sắc hoặc một liên kết chủng tộc, và cũng có cuộc tranh luận đang diễn ra trong cộng đồng gấu về những gì được coi là một con gấu. Một số gấu có tầm quan trọng trong việc trình bày một hình ảnh nam tính rõ ràng và có thể khinh thường hoặc tránh xa những người đàn ông thể hiện sự nữ tính mềm mại, trong khi những người khác lại xem xét chấp nhận và bao gồm tất cả các loại hành vi là một giá trị quan trọng của cộng đồng.

## Lịch sử

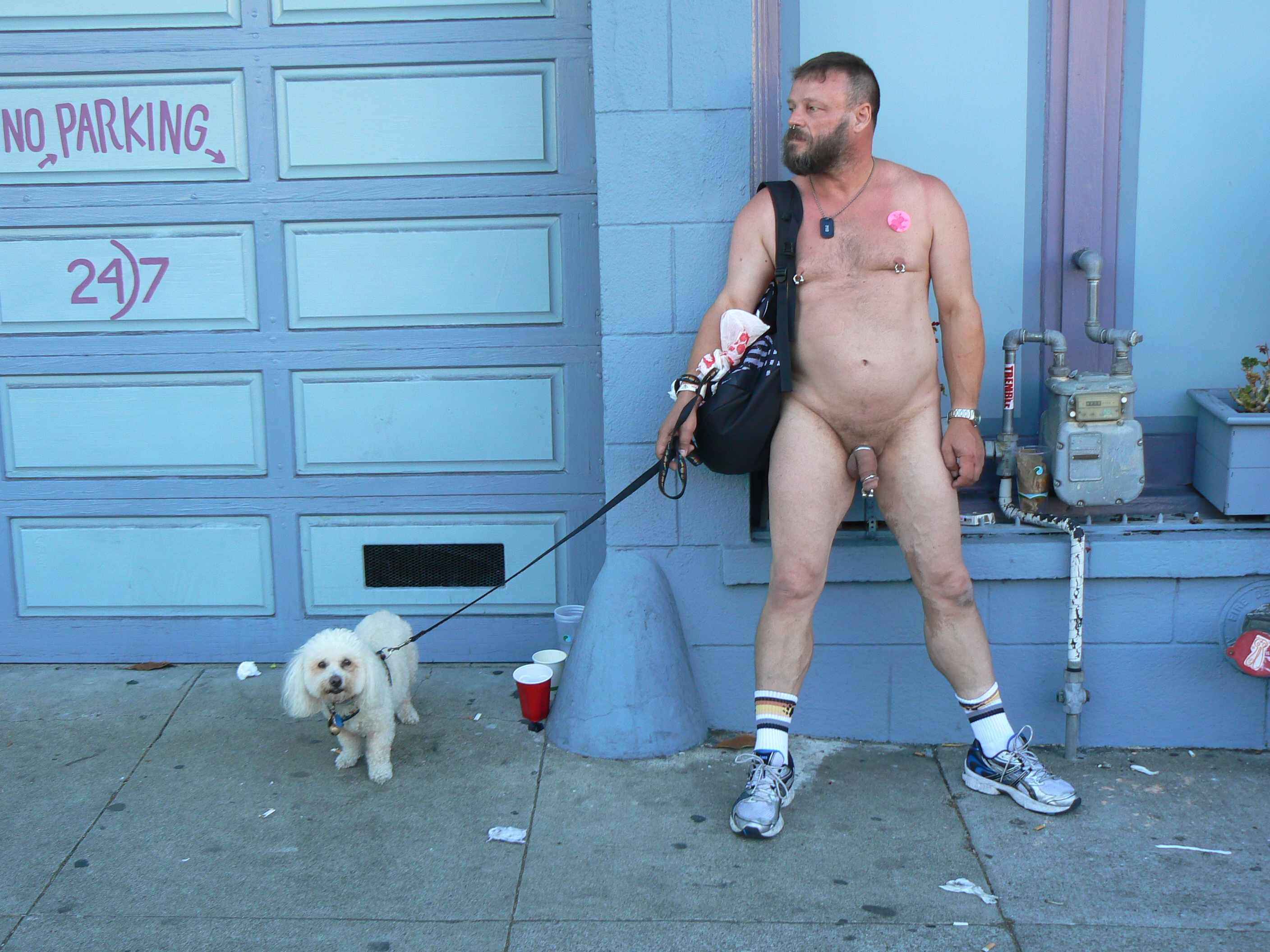
Người đàn ông gấu đồng tính luyến ái nam dắt chó đi dạo trên đường phố

Ở châu Âu, đặc biệt là ngay sau khi văn hóa mặc quần áo da phát triển từ sự sáp nhập của người đi xe máy đồng tính với các tổ chức trong những năm 1970, cùng với các mối quan hệ đực rựa đồng tính của những gã đàn ông thích làm tính với những người đàn ông râu ria và nhiều lông lá. Vì vậy, vào đầu những năm 1980, nhóm Râu gặp Râu ở London. Tương tự như vậy, Michael Zgonjanin và Henning Marburger đã thành lập nhóm "Bartmänner Köln" (Bears Cologne) vào năm 1984, ngày nay là nhóm đầu gấu hiện có lịch sử lâu đời nhất trên thế giới. Phổ biến với những người khởi xướng là ý tưởng để tạo ra một vòng tròn bạn bè cho những người thèm khát những người đàn ông lông lá râu ria rậm rạp, mà không phải chịu những hạn chế của quần áo da và tôn sùng đồ da - đặc biệt là các mã hạn chế nghiêm ngặt một phần như định hướng tín ngưỡng và cấu trúc câu lạc bộ cứng nhắc không linh hoạt.

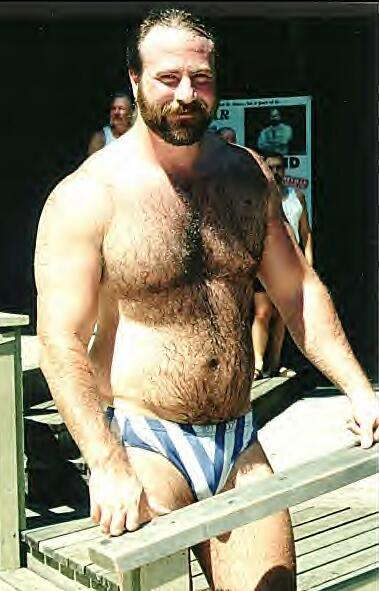
Jack Radcliffe một diễn viên điện ảnh phim đồi trụy khiêu dâm đồng tính đực gấu nổi tiếng trong cộng đồng

Vào lúc khởi đầu của phong trào gấu biến thái, một số con gấu tách ra khỏi cộng đồng đồng tính lớn, tạo thành "câu lạc bộ gấu" để tạo ra các cơ hội xã hội và điểm hẹn thỏa mãn khát vọng thèm khát tình dục cho riêng bản thân mình. Nhiều câu lạc bộ được tổ chức một cách lỏng lẻo cho các nhóm xã hội; những người khác được mô hình hóa trên câu lạc bộ biker-patch da, với một bộ luật nghiêm ngặt của các luật sư, điều kiện yêu cầu thành viên, và các tổ chức từ thiện. Câu lạc bộ gấu thường tài trợ các sự kiện lớn hàng năm - "chạy gấu" hoặc "họp mặt gấu" như các sự kiện thường niên như Southern HiBearNation in Melbourne, Bear Pride and Bear Essentials in Sydney, Bearstock in Adelaide, HiBearNation in St. Louis, Missouri, SF Bear Weekend, CBL's Bear Hunt, Bear Pride in Chicago, Texas Bear Round Up (TBRU) in Dallas, Orlando Bear Bash, và Tuần lễ gấu mùa hè ở Provincetown, thu hút du khách trong khu vực, quốc gia và quốc tế. Nhiều sự kiện biến thái LGBT thu hút một số lượng lớn đàn ông đồng tính luyến ái đực con gấu đáng kể sau đây, chẳng hạn như Suy đồi trụy miền Nam  ở New Orleans. Một tính năng tại nhiều sự kiện gấu là một "cuộc thi gấu", một loại cuộc thi sắc đẹp nam tính trao danh hiệu và khăn thắt lưng (thường được làm bằng da) cho người chiến thắng.

## Đặc điểm của người đồng tính gấu nam
Jack Fritscher lưu ý rằng đầu gấu ăn mừng "đặc điểm tình dục phụ của nam giới: tóc trên khuôn mặt, tóc cơ thể, kích thước tỷ lệ, và chứng hói đầu". Một số cũng lưu ý một sự thiếu đa dạng chủng tộc trong cộng đồng gấu, cảm nhận sự mùng mọi là một tiêu chuẩn của sự hấp dẫn vật lý mang tính gien di truyền ủng hộ đàn ông da trắng về mặt thẩm mỹ, xã hội và tình dục giữa những con gấu.

## Sự xuất hiện trong văn hóa và nghệ thuật phổ biến
Quốc Kỳ tình huynh đệ Gấu là lá cờ niềm tự hào của cộng đồng đầu gấu. Craig Byrnes đã tạo ra lá cờ này vào năm 1995.

## Gấu phương tiện truyền thông đại chúng

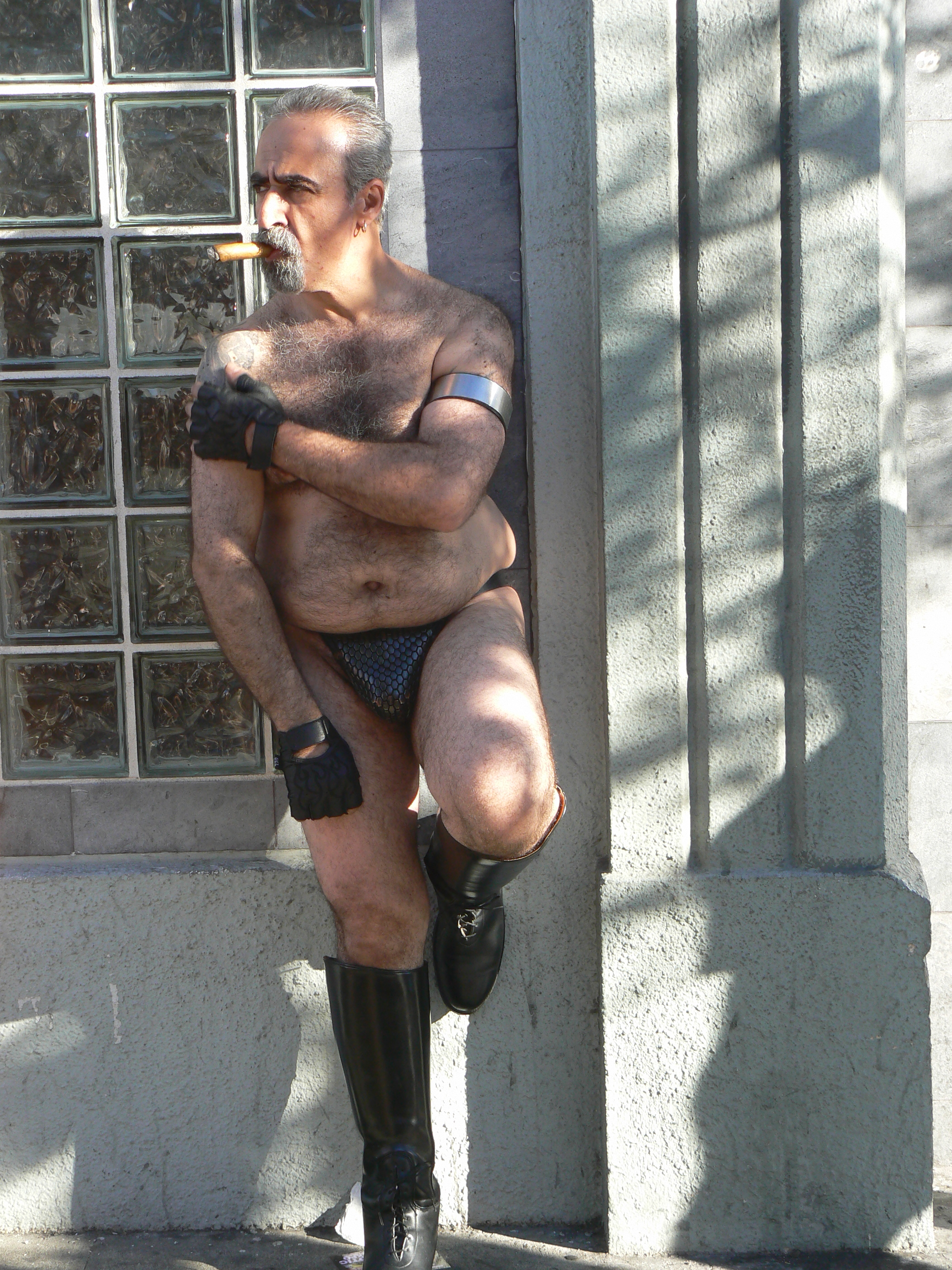
Một anh gấu đang hút xì gà

Một loạt các phương tiện truyền thông đã được thiết lập đặc biệt để phục vụ cho gấu. Internet truyện tranh dải Gấu với tôi' xoay quanh cuộc đời của đầu gấu Andy McCubbin, một doanh nhân giàu có và là người thừa kế tài sản của Howell / McCubbin, và bạn bè và gia đình của ông. Phần lớn các nhân vật khác cũng là đầu gấu. Truyện tranh được tạo ra bởi Tim Vanderburg dưới bút danh Bruin.

## Danh từ học
Một số thuật ngữ tiếng lóng liên quan đến cộng đồng đầu gấu bao gồm:
- Gấu Bắc Cực – Một người đàn ông đồng tính đực là đầu gấu lớn tuổi có râu quai nón trên khuôn mặt và cơ thể chủ yếu hoặc hoàn toàn tóc bạc lông bạc trắng hoặc xám.[11]
- Gấu trúc – Đầu gấu gốc Đông Á.[11]
- Rái cá – Được coi là một phân loài của "gấu" đối với một vài người, một Rái Cá là một người đàn ông đồng tính có chiều cao / trọng lượng lông lá tương ứng với người đàn ông mảnh mai.[12]